# جيف باول
جيف باول هو لاعب هوكي الجليد كندي، ولد في 1 مارس 1978 في لندن في كندا.

## وصلات خارجية
- جيف باول على موقع دوري الهوكي الوطني (الإنجليزية)
- جيف باول على موقع قاعة مشاهير الهوكي (لاعب أن.إتش.أل) (الإنجليزية)
- جيف باول على موقع EliteProspects.com (الإنجليزية)
- جيف باول على موقع HockeyDB.com (الإنجليزية)
- جيف باول على موقع Hockey-Reference.com (الإنجليزية)